# Liza macrolepis
Liza macrolepis är en fiskart som först beskrevs av Smith, 1846.  Liza macrolepis ingår i släktet Liza och familjen multfiskar. IUCN kategoriserar arten globalt som livskraftig. Inga underarter finns listade i Catalogue of Life.